# بندی از شعر
لیس (Laisse) بندی  از شعر یا بخش منظوم که در شعر حماسی قرون وسطایی فرانسه ( شانسون د ژست )، مانند آواز رولان یافت می شود. 
هر لیس با ابیات (تک) همخوانی می شود 

مشخصه ی لیس این است که  با عبارات  کلیشه ای و مضامین و موضوع های مکرر تکرار می شود.   به این لیس‌های «مشابه» در فرانسه laisses similaires می‌گویند . 